# Rinie Maas
Marinus Wilhelmus (Rinie) Maas (Beek (Noord-Brabant), 5 mei 1948) is een Nederlands auteur die zich voornamelijk bezighoudt met het verleden van Breda.

## Levensloop
Maas werd geboren in Prinsenbeek en groeide op in verscheidene volksbuurten in Breda. Vanaf jonge leeftijd wilde hij al bij de krant werken. Maas begon daarom als loopjongen bij BN De Stem. Op zijn 21e kreeg hij een functie in de stedenbouw, waarin hij 25 jaar lang werkzaam zou blijven. Rond 1993 werkte hij voor het Stadskantoor van Breda, waaraan hij in 2018 een boek wijdde. Daarna belandde hij bij de Bredase Bode, een gratis huis-aan-huisblad in de regio, waar hij 26 jaar lang werkzaam zou zijn. Na Prinsenbeek en Breda woont Maas sinds 1973 in Princenhage.

### Bredase Bode
Van 1994 tot 2020 verzorgde Maas de vaste rubriek "Het Breda van Weleer" in de Bredase Bode. Hierin behandelde Maas historische onderwerpen rondom de stad Breda. Hij beschreef vooral onderwerpen die zich vanaf 1870 afspeelden, en liet zich bij zijn onderwerpkeuze dikwijls inspireren door reacties en suggesties van lezers.
Naast zijn historische rubriek schreef Maas in dezelfde krant wekelijkse columns over actuele gebeurtenissen in en rondom zijn stad. Hij deed dat onder het pseudoniem "Tinus de Klopper", de bijnaam van een destijds alom bekende Bredase porder.
Veel van Maas' krantenartikelen zijn nadien in boekvorm verschenen.

### Publicaties
Maas publiceerde tevens enkele boeken over lokale onderwerpen, zoals een gedenkboek ter gelegenheid van het honderdjarig bestaan van tuchtschool Den Hey-Acker, en een verhandeling over de Princenhaagse voetbalvereniging RKSV Groen Wit. In zijn publicatie De Eeuwelingen herdenkt hij het Bredaas Mannenkoor, de toneelvereniging Vereniging Jacob van Lennep, de Muziekschool Breda / Nieuwe Veste en de Vrienden van het Chassé Theater, die bij het verschijnen van zijn boek in 2010 respectievelijk 145, 140, 135 en 130 jaar bestonden.
Maas schreef drie boeken waarin de Tweede Wereldoorlog een rol speelt. In De jodenvervolging in Breda (2011) beschreef hij de deportatie van de leden van de kleine joodse gemeenschap in Breda. Het drama op de Vloeiweide werd uitgewerkt in zijn boek Brabants oorlogsdrama; het verbeten verzet op de Vloeiweide (2011). Ten slotte publiceerde hij in 2013 Kasteel Boschdal, bolwerk van Beeks verzet over de rol van het vervallen Kasteel Boschdal, een oud landhuis in Beek waar het plaatselijk verzet tegen de Duitsers zich concentreerde.
In 2016 schreef Maas een boek over de Bredase voetbalclub NAC: Idolen en iconen, het NAC boek; 62 verhalen. In 62 verhalen worden specifieke wedstrijden, wisselende elftallen en diverse voetballers beschreven, waaronder Kees Rijvers, Frans Bouwmeester, Daan Schrijvers, Kees Kuijs, Peter van de Merwe, Hein van Gastel, Leo Canjels en Pierre van Hooijdonk.

### Overige werkzaamheden
In 2004 hielp Maas mee bij het vergaren van feiten voor de herdenking - zestig jaar na dato - van Dolle Dinsdag in Breda voor het televisieprogramma Andere Tijden en het NOS-journaal.
Hij heeft gepubliceerd over een incident tijdens de Tweede Wereldoorlog, waarbij Engelse piloten twee maanden na de bevrijding van Breda enkele bommen op de stad lieten vallen om te kunnen ontsnappen aan Duitse jachtvliegtuigen. Er volgde een burgerinitiatief om de twintig slachtoffers die daarbij omkwamen te eren met een monument. Het gedenkteken werd op 25 december 2005 door burgemeester Peter van der Velden onthuld op de (herbouwde) brug die bij het incident volledig werd verwoest.
Een al in 2006 ontstaan burgerinitiatief om de tijdens de oorlog weggevoerde 118 leden van de Joodse gemeenschap in Breda eindelijk te herdenken met een monument, werd opgepakt door Maas. Door onderhandelingen met de gemeente en in nauw overleg met betrokken instanties zoals de Nederlands Israëlitische Gemeente Breda kon op 7 april 2011 in het Wilhelminapark het monument worden onthuld: een grote liggende kei met een gedicht van Pien Storm van Leeuwen.